# China Rose (曲)
「China Rose」（チャイナ・ローズ）は、相川七瀬の15枚目のシングル。1999年12月8日発売。

## 解説
「LIKE A HARD RAIN」からのオリコンチャート連続TOP10入り記録は本作の13位により途切れたが売上は前作「Jealousy」を上回った。

## 収録曲
作曲・編曲：織田哲郎
1. China Rose
  - 作詞：相川七瀬・織田哲郎

「たかの友梨ビューティクリニック」CMソング。70年代のハード・ロック色を携えたミディアム系バラード[1]。
2. BUB
  - 作詞：相川七瀬
3. White Song
  - 作詞：相川七瀬　strings arrangement：武内基朗

## 収録アルバム
China Rose
- FOXTROT
- ID：2
- NANASE AIKAWA BEST ALBUM "ROCK or DIE"（メモリアル盤のみ）